# Yeah Yeah Yeahs
Yeah Yeah Yeahs — американская инди-рок-группа, образованная в 2000 году. Участники группы — ведущая вокалистка корейского и польского происхождения Карен О, барабанщик Брайан Чейз и гитарист Ник Зиннер. Их музыка — смесь ретро-стилей с тяжелыми хард-роковыми и панковыми риффами и синтезаторами наряду с эксцентричным женским блюзовым вокалом. По словам участников группы, название коллектива взято из нью-йоркского жаргона.

## История
Карен О и Брайан Чейз познакомились, будучи студентами колледжа Оберлин в Огайо в конце 1990-х, где Брайн обучался джазу при консерватории. Карен перевелась в Нью-Йоркский университет и в местном баре познакомилась с Ником Зиннером, фотографом. Вместе они сформировали акустический фолк-дуэт «Unitard», но вскоре в их творчестве стали проявляться электрические нотки, вдохновленные легендарной авант-панк сценой Огайо. После того, как барабанщик, принятый в коллектив изначально, ушёл, Чейз занял его место.
Было принято решение сформировать панк-группу, подобную «дрянным, гнилым, грязным» студенческим группам, в которых участвовала Карен во время учёбы в Огайо. Группа написала несколько песен за первую репетицию и скоро начала выступать на разогреве у Strokes и White Stripes, получив некоторую известность на арт- и гараж-панк сцене.
В конце 2001 года Yeah Yeah Yeahs выпускает одноимённый EP на их собственном лейбле. В начале следующего года группа попадает в центр международного внимания, появляясь на South by Southwest, совершая поездку по США с Girls Against Boys и Европе с Jon Spencer Blues Explosion и возглавляя собственный британский тур. В 2002 году выходит сингл Machine.
В 2003 году группа выпустила свой первый полноценный альбом, Fever to Tell, который получил несколько положительных рецензий критиков и разошёлся более чем в 750 000 копий по всему миру. Третий сингл альбома, «Maps», стал часто появляться в эфире альтернативных радиостанций. Видео на их сингл 2004 года «Y Control» было поставлено успешным режиссёром Spike Jonze, который в то время был увлечен певицей коллектива Карен О. В октябре 2004 года группа выпустила свой первый DVD, Tell Me What Rockers to Swallow. DVD включил в себя концерт, снятый в The Fillmore в Сан-Франциско, все музыкальные клипы группы на дату издания DVD и различные интервью.
Их второй альбом, Show Your Bones, выпущенный 27/28 марта 2006 года, по версии британского журнала NME занимает вторую строчку среди лучших альбомов года. Продюсер альбома, Sam Speigel, сказал для MTV News, что альбом планировался концептуальным, о кошке Карен О, и должен был быть назван Coco Beware. Однако MTV вынуждено было отказаться от этой истории, указав, что Speigel забыл упомянуть о том, что он пошутил. Карен О сказала online-журналу Drowned in Sound, «Show Your Bones — это то, что случается, когда вы вставляете свой палец в розетку», приписывая название «9-летнему вундеркинду Дрэйку Баррету.» Первый сингл с альбома, «Gold Lion», был выпущен 20 марта 2006 года, поднявшись на 18-е место в Official UK Singles Chart. Группа постоянно гастролировала в течение 2006 года.
Третий студийный альбом, It’s Blitz!, был выпущен 31 марта 2009 в США и 6 апреля 2009 в остальной части мира.

## Дискография
- 2003 — Fever to Tell
- 2006 — Show Your Bones
- 2009 — It's Blitz!
- 2013 — Mosquito
- 2022 — Cool It Down